# Walang Hanggan
Walang Hanggan ist eine philippinische Drama-Fernsehserie, die vom 16. Januar bis zum 26. Oktober 2012 auf ABS-CBN ausgestrahlt wurde.

## Hintergrund
Die erste Episode der Serie hatte ihre Premiere am 16. Januar 2012 auf ABS-CBN. Für die Serie wurden einige Stars der philippinischen Film- und Fernsehwelt gecastet. Nicht nur Coco Martin und Julia Montes, der die Hauptrolle übernahm, ist zu sehen. Die weibliche Hauptrollen übernahmen Dawn Zulueta, Richard Gomez, Helen Gamboa, Susan Roces, Melissa Ricks, Paulo Avelino, Joem Bascon, Rita Avila, Eula Valdez und Nonie Buencamino, die beide schon früher mit Martin und Montes zusammengearbeitet haben. Regie führten Jerry Lopez Sineneng, Trina N. Dayrit und Jojo A. Saguin.

## Besetzung
| Schauspieler               | Rolle                                                 |
| Coco Martin                | Daniel Guidotti Montenegro                            |
| Julia Montes               | Katerina Alcantara-Montenegro/Guidotti                |
| Dawn Zulueta               | Emilia "Emily" Cardenas-Guidotti/Montenegro           |
| Richard Gomez              | Marco Cruz Montenegro                                 |
| Helen Gamboa               | Doña Margaret Cruz-Montenegro                         |
| Susan Roces                | Virginia "Manang Henya" Cruz                          |
| Melissa Ricks              | Patricia "Johanna Montenegro" Bonifacio               |
| Paulo Avelino              | Nathaniel "Nathan" Montenegro                         |
| Joem Bascon                | Tomas Alcantara                                       |
| Rita Avila und Eula Valdez | Jane Bonifacio-Montenegro/Jean "Black Lily" Bonifacio |
| Nonie Buencamino           | Miguel Ramos                                          |
| Shamaine Buencamino        | Luisa Alcantara                                       |
| Ogie Diaz                  | Kenneth                                               |
| Arlene Muhlach             | Perla                                                 |
| John Medina                | James Ocampo                                          |
| Richard Yap                | Henry de Dios                                         |
| Eda Nolan                  | Lorraine Delgado                                      |
| Ivan Morales               | David Conde                                           |